# 1130 Skuld
Skuld (asteróide 1130) é um asteróide da cintura principal, a 1,7894773 UA. Possui uma excentricidade de 0,1971805 e um período orbital de 1 215,5 dias (3,33 anos).
Skuld tem uma velocidade orbital média de 19,94980243 km/s e uma inclinação de 2,16712º.
Esse asteróide foi descoberto em 2 de Setembro de 1929 por Karl Reinmuth.